# Moulins-sur-Yèvre
 Moulins-sur-Yèvre  es una comuna y población de Francia, en la región de Centro, departamento de Cher, en el distrito de Bourges y cantón de Baugy.
Su población en el censo de 1999 era de 466 habitantes.
Está integrada en la Communauté de communes des Terriors d'Angillon .

## Demografía
| 483 | 445 | 421 | 369 | 382 | 466 |
| Para los censos de 1962 a 1999 la población legal corresponde a la población sin duplicidades (Fuente: INSEE [Consultar]) |     |     |     |     |     |